# アレクサンドル・モギレフスキー
アレクサンドル・ヤコヴレヴィチ・モギレフスキー（ロシア語: Алекса́ндр Я́ковлевич Могиле́вский、1885年1月27日 - 1953年3月7日）は、ロシアのヴァイオリニスト。ニコライ2世のための宮廷楽団の楽長をつとめた。アレキサンダー・モギレフスキーとも表記。

## 経歴
オデッサ生まれ。6歳からヴァイオリンを始め、1898年にモスクワに移りモスクワ音楽院に入学、ニコライ・ソコロフスキーとヤン・フジマリーに師事し、後に同校を首席で卒業した。1900年1月にはサンクトペテルブルク音楽院に入学しレオポルト・アウアーに師事した。1909年、モギレフスキー弦楽四重奏団を設立。
スクリャービンの教え子で同僚で親友でもあり、セルゲイ・クーセヴィツキーによる1910年の演奏旅行でスクリャービンと共演した。1910年、モスクワ・フィルハーモニー協会音楽演劇学校ヴァイオリン科主席教授。1919年から1921年までモスクワ音楽院教授。1921年、ストラディヴァリウス弦楽四重奏団に入団。
ピアニストのナデージダ・ニコラエヴナ・ド・ボーアルネ・ロイヒテンベルク（1898-1962）と演奏旅行で親しくなり、1929年に結婚（1938年に離婚）。この演奏旅行はシンガポールやオランダ領東インド（現・インドネシア）、日本といった極東諸国から始まった。
1927年3月から12月まで東京高等音楽学院（現在の国立音楽大学）の講師。
1930年に再来日して帝国音楽学校の教師となり、1932年から東京音楽学校（現在の東京芸術大学）で教鞭をとる。弟子に鈴木鎮一や諏訪根自子がいる。
1938年4月には第6回日本音楽コンクールの審査員も務めた。
妻に若い男と駆け落ちされた後、日本人の家政婦と再婚。第二次世界大戦中は軽井沢に疎開した。1953年に東京で死去。墓所は小平霊園にある。

## 家族
元妻でピアニストのナデージダ（1898-1962）は、フランス皇后ジョゼフィーヌの直系の子孫であり、ボアルネ家ロイヒテンベルク公爵ニコライの二女である。ナデージダとの間には2人の子がおり、長男のミカエルは演奏旅行中の1929年にインドネシアで生まれ、次男マクシミリアンは日本滞在中の1935年に軽井沢で生まれた。
ピアニストのエフゲニー・モギレフスキーは弟の孫に当たる。